# Giacomo Facchini
Giacomo Facchini (* 25. Februar 1897 in Campos Eliseos; † unbekannt) war ein brasilianischer Fußballnationalspieler italienischer Abstammung.
Facchini einziges Länderspiel bestritt er in einem Freundschaftsspiel gegen die Auswahl Uruguays am 18. Juli 1916. In diesen Spiel siegten die Brasilianer in Montevideo mit 1:0 Toren. Seine einzige bekannte Vereinsstation ist der Verein Campos Eliseos SP.